# Квальярьелло, Гаэтано
Гаэтано Квальярьелло (итал. Gaetano Quagliariello; род. 23 апреля 1960, Неаполь) — итальянский политолог и политик, министр конституционных реформ (2013—2014).

## Биография
Ординарный профессор современной истории в Свободном международном университете общественных наук имени Гвидо Карли в Риме (итальянская аббревиатура — LUISS). Политическую деятельность начал в 1975 году в рядах Радикальной партии, которую оставил в 1982 году, после её преобразования в международную политическую организацию и отказа от участия в итальянских выборах.
В 2003 году возглавил аналитический центр Fondazione 'Magna Carta' (фонд «Великая Хартия»).
В 2006 и 2008 годах избран в Сенат Италии от Тосканы, в 2013 и 2018 годах — от Абруцци.
Сотрудничает в нескольких газетах и журналах (в том числе Il Foglio, il Giornale, Il Messaggero, Libero).
В 1994 году вступил в партию «Вперёд, Италия». В парламенте XVI созыва, избранном в 2008 году, являлся заместителем председателя фракции в Сенате. Активно поддерживал «законопроект Калабро», запрещавший прекращение искусственного поддержания жизни больного по его желанию, а также входил в число решительных критиков случая Элуаны Энгларо, жившей в вегетативном состоянии и умершей после отключения от аппаратуры. В 2011 году подписал открытое письмо католиков, требующих прекратить кампанию морального осуждения Сильвио Берлускони. 30 марта 2013 года президент Италии Джорджо Наполитано назначил Квальярьелло в состав двух рабочих групп, насчитывавших десять человек и предназначенных выработать программу нового правительства на фоне затянувшегося политического кризиса.
С 28 апреля 2013 по 22 февраля 2014 года являлся министром без портфеля по конституционным реформам в правительстве Летта. В ноябре 2013 года после раскола партии Берлускони «Народ свободы» из-за раскола в вопросе поддержки правительства, вместе со сторонниками Анджелино Альфано остался в правительстве и вошёл в партию «Новый правый центр».
В конце 2015 года вместе с группой единомышленников вышел из НПЦ, образовав новую партию «Идентичность и действие» (итальянское сокращение — IDeA).
В январе 2018 года IdeA вошла в предвыборное объединение Раффэле Фитто «Мы с Италией».
4 марта 2018 года победил во 2-м избирательном округе области Абруццо (Л’Акуила) на выборах в Сенат с результатом 39,33 % против 36,96 % у сильнейшей из соперников — кандидатки Движения пяти звёзд Эмануэлы Папола. Представлял правоцентристскую коалицию в составе партий Вперёд, Италия, Лига Севера, Братья Италии и «Мы с Италией».

## Труды
- Gaetano Quagliariello, De Gaulle, Soveria Mannelli: Rubbettino Editore[итал.], 2012.
- Gaetano Quagliariello, La persona il popolo e la libertà. Per una nuova generazione di politici cristiani, Siena: Cantagalli, 2010.
- Gaetano Quagliariello, Gaullisme, une classification impossible. Essai d’analyse comparée des droites française et italienne, Paris: Éditions L'Harmattan, 2009.
- Gaetano Quagliariello, La religion gaulliste, Paris, Perrin, 2007.
- Gaetano Quagliariello, Gaetano Salvemini, Bologna: il Mulino[итал.], 2007.
- Gaetano Quagliariello, Alla ricerca di una sana laicità. Libertà e centralità dell’uomo, Siena: Cantagalli, 2007.
- Gaetano Quagliariello, La Francia da Chirac a Sarkozy cronache (2002—2007), Soveria Mannelli: Rubbettino, 2007.
- Gaetano Quagliariello, Cattolici, pacifisti, teocon. Chiesa e politica in Italia dopo la caduta del Muro, Milano: Arnoldo Mondadori Editore, 2006.
- Gaetano Quagliariello e Джованни Орсина[итал.], La crisi del sistema politico italiano e il Sessantotto, Soveria Mannelli: Rubbettino, 2005.
- Gaetano Quagliariello, De Gaulle e il Gollismo, Bologna: il Mulino, 2003.
- Gaetano Quagliariello, La legge elettorale del 1953, Bologna: il Mulino, 2003.
- Gaetano Quagliariello, La politica senza partiti: Ostrogorski e l’organizzazione della politica tra Ottocento e Novecento, Bari: Laterza[итал.], 1993.
- Gaetano Quagliariello, Storia della goliardia politica nel dopo-guerra: 1943—1968, Manduria: Лакаита[итал.], 1987.
- Gaetano Quagliariello, Studenti e politica: dalla crisi della goliardia prefascista al primo congresso nazionale universitario (1925—1946), Manduria: Lacaita, 1987.